# 기벌포
기벌포(伎伐浦)는 백제 시대에 현재의 충청남도 서천군 장항읍(長項邑) 일대를 일컫던 명칭이다. 나당 전쟁 당시 최후의 결전이 있었던 곳이기도 하다.
금강 하구에 위치하고 있으며, 백제의 마지막 수도였던 사비성(泗沘城, 현 충청남도 부여군 부여읍)을 지키는 중요한 관문이다. 의자왕 때에 좌평 성충(成忠)이 "만일 외적이 백제를 침범한다면 육로에서는 탄현(炭峴)을 넘지 못하게 하고, 수군(水軍)은 기벌포 연안에 들어오지 못하게 해야 합니다."라고 하였다. 뒤에 좌평 흥수(興首)도 같은 말을 할 정도로 백제의 국방상 요지였다.
676년 11월, 신라 수군은 이곳에서 설인귀가 이끈 당나라의 수군을 격파하여 나당전쟁에서 승리하였다.

## 같이 보기
- 기벌포 해전
- 장항읍

## 참고 문헌
- 김부식 (1145), 《삼국사기》  〈권28 백제본기 제육(百濟本紀第六) 의자왕(위키문헌 번역본)〉  /(국사편찬위원회 > 한국사데이타베이스 번역본)